# Cheick Touré
Cheick Touré (Dordrecht, 7 februari 2001) is een Nederlands-Guinees voetballer die bij voorkeur als linkervleugelaanvaller speelt. Hij is de jongere broer van Ibrahima Touré.

## Clubcarrière
Touré begon zijn loopbaan bij SC OMC in Dordrecht. Op tienjarige leeftijd kwam hij in de jeugdopleiding van FC Dordrecht terecht. Hier werd hij gescout door Feyenoord, waar hij in 2013 naartoe verhuisde. Per seizoen 2017/18 zit Touré bij de A-selectie van Feyenoord. Op 27 augustus 2017 maakte hij hier zijn officiële debuut. In de thuiswedstrijd tegen Willem II viel hij in de 66e minuut, bij een 4–0 stand in voor Steven Berghuis. Feyenoord won deze wedstrijd uiteindelijk met 5–0.
Op 19 juni 2020 tekende hij een contract voor 2 jaar bij PSV. Daar sluit hij aan bij de selectie van Jong PSV. Medio 2022 liep zijn contract af.
In januari 2023 verbond Touré zich aan het Amerikaanse Austin FC waar hij in het tweede team, dat in de MLS Next Pro uitkomt, begint.

## Carrièrestatistieken

### Beloften
| Seizoen         | Club            | Competitie      | Competitie | Competitie |
| Seizoen         | Club            | Competitie      | Wed.       | Dlp.       |
| --------------- | --------------- | --------------- | ---------- | ---------- |
| 2020/21         | Jong PSV        | Eerste divisie  | 24         | 2          |
| 2021/22         | Jong PSV        | Eerste divisie  | 24         | 1          |
| Club totaal     | Club totaal     | Club totaal     | 48         | 3          |
| Carrière totaal | Carrière totaal | Carrière totaal | 48         | 3          |

Bijgewerkt t/m 12 januari 2023.

### Senioren
| Seizoen         | Club            | Competitie      | Competitie | Competitie | Beker | Beker | Internationaal | Internationaal | Overig | Overig | Totaal | Totaal |
| Seizoen         | Club            | Competitie      | Wed.       | Dlp.       | Wed.  | Dlp.  | Wed.           | Dlp.           | Wed.   | Dlp.   | Wed.   | Dlp.   |
| --------------- | --------------- | --------------- | ---------- | ---------- | ----- | ----- | -------------- | -------------- | ------ | ------ | ------ | ------ |
| 2017/18         | Feyenoord       | Eredivisie      | 1          | 0          | 0     | 0     | 0              | 0              | 0      | 0      | 1      | 0      |
| 2018/19         | Feyenoord       | Eredivisie      | 0          | 0          | 0     | 0     | 0              | 0              | 0      | 0      | 0      | 0      |
| 2019/20         | Feyenoord       | Eredivisie      | 0          | 0          | 0     | 0     | 0              | 0              | 0      | 0      | 0      | 0      |
| Club totaal     | Club totaal     | Club totaal     | 1          | 0          | 0     | 0     | 0              | 0              | 0      | 0      | 1      | 0      |
| Carrière totaal | Carrière totaal | Carrière totaal | 1          | 0          | 0     | 0     | 0              | 0              | 0      | 0      | 1      | 0      |

Bijgewerkt op 19 juni 2020.

## Erelijst
| KNVB beker           | 1x | 2017/18    |
| Johan Cruijff Schaal | 2x | 2017, 2018 |